# Coronavirus de campagnol 2JL14
Betacoronavirus myodae
Espèce
Synonymes
- Myodes coronavirus 2JL14 (ICTV, 2019)

Betacoronavirus myodae, aussi appelé coronavirus de campagnol 2JL14 (en anglais Myodes coronavirus 2JL14, MrufCoV 2JL14), est une espèce de Betacoronavirus du sous-genre Embecovirus). C'est un virus enveloppé à ARN monocaténaire à polarité positive identifié chez les musaraignes Myodes rufocanus.